# Bur Kuyung
Bur Kuyung är ett berg i Indonesien.   Det ligger i provinsen Aceh, i den västra delen av landet, 1 500 km nordväst om huvudstaden Jakarta. Toppen på Bur Kuyung är 1 311 meter över havet, eller 69 meter över den omgivande terrängen. Bredden vid basen är 1,2 km.
Terrängen runt Bur Kuyung är varierad. Trakten runt Bur Kuyung är nära nog obefolkad, med mindre än två invånare per kvadratkilometer. I omgivningarna runt Bur Kuyung växer i huvudsak städsegrön lövskog.